# Szühebátor járás
Szühebátor járás (mongol nyelven: Сүхбаатар сум) Mongólia Szühebátor tartományának egyik járása. Területe 12 700 km². Népessége kb. 3500 fő.
Székhelye Hajlásztaj (Хайлаастай).